# Michael Steinmetz
Michael Steinmetz (* 1983) ist ein deutscher Sprachwissenschaftler und Fachdidaktiker mit den Forschungsschwerpunkten Theorie des literarischen Verstehens, Textkompetenzen, Bildungsstandards, empirische Aufgabenforschung und materialgestütztes Schreiben.

## Leben
Nach dem Abitur 2002 in Berlin und dem Zivildienst 2002 in Berlin (Volkssolidarität) studierte er von 2003 bis 2008 Deutsch und Philosophie für das Lehramt an Gymnasien an der Friedrich-Schiller-Universität Jena (2008 erstes Staatsexamen für das Lehramt an Gymnasien in den Fächern Deutsch und Philosophie). Von 2008 bis 2009 absolvierte er das Referendariat in Thüringen (Unterbrechung ab 2009 für die Promotion). Von 2009 bis 2012 war er wissenschaftlicher Mitarbeiter am Lehrstuhl Fachdidaktik Deutsch an der Friedrich-Schiller-Universität Jena. Von 2012 bis 2013 Referendariat in Thüringen (2013 zweite Staatsprüfung für das Lehramt an Gymnasien). Nach der Promotion 2013 zum Doctor philosophiae an der Friedrich-Schiller-Universität Jena war er von 2013 bis 2014 wissenschaftlicher Mitarbeiter am Lehrstuhl Fachdidaktik Deutsch an der Friedrich-Schiller-Universität Jena. Von 2014 bis 2019 war er wissenschaftlicher Mitarbeiter an der Professur für Germanistische Literaturdidaktik an der Justus-Liebig-Universität Gießen. Nach der Habilitation 2019 in Gießen im Fachgebiet der Germanistischen Literaturdidaktik vertrat er 2019 den Professor für Deutsche Sprache und Literatur und ihre Didaktik mit Schwerpunkt Literaturdidaktik in Weingarten. Seit 2020 ist er Professor für Deutsche Sprache und Literatur und ihre Didaktik mit Schwerpunkt Literaturdidaktik an der PH Weingarten.

## Schriften (Auswahl)
- mit Helmuth Feilke und Juliane Köster (Hrsg.): Textkompetenzen in der Sekundarstufe II. Stuttgart 2012, ISBN 3-12-688049-5.
- Der überforderte Abiturient im Fach Deutsch. Eine qualitativ-empirische Studie zur Realisierbarkeit von Bildungsstandards. Wiesbaden 2013, ISBN 3-658-00424-X.
- mit Thomas Möbius und Verena Lang (Hrsg.): Tablets im Deutschunterricht. Forschungsperspektiven – Unterrichtsmodelle. München 2015, ISBN 978-3-86736-308-2.
- Verstehenssupport im Literaturunterricht. Theoretische und empirische Fundierung einer literaturdidaktischen Aufgabenorientierung. Wiesbaden 2020, ISBN 3-658-28377-7.